# International Opera Awards 2013

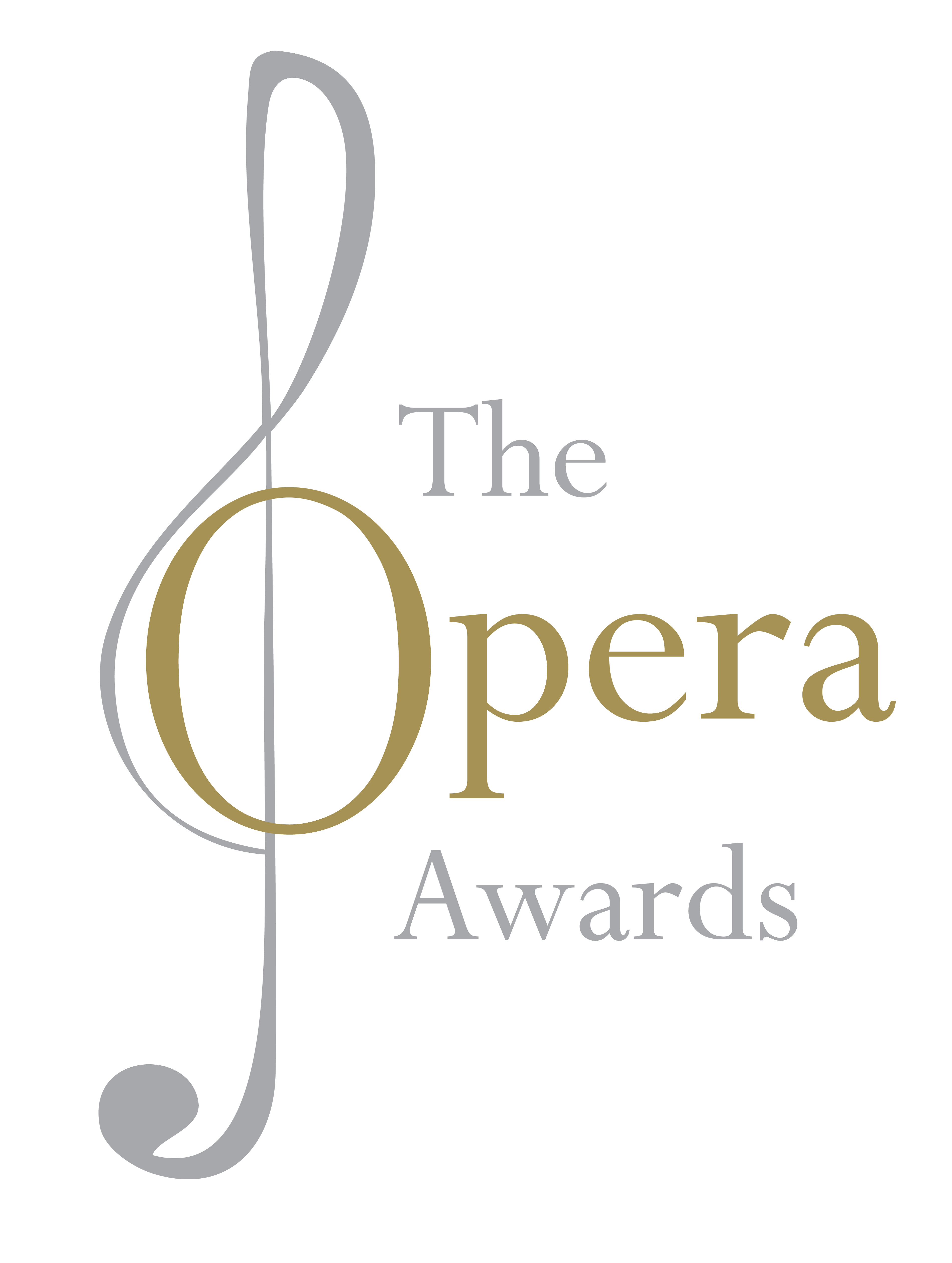

Die International Opera Awards 2013 nennen alle Nominierungen und alle Preisträger dieses Jahres. Die International Opera Awards wurden in diesem Jahr von Harry Hyman, einem britischen Geschäftsmann und Philanthrop, und von John Allison, Herausgeber der britischen Fachzeitschrift Opera, ins Leben gerufen und werden seither alljährlich im festlichen Rahmen in London verliehen.

## Ziele und Zeremonie
Die erste Verleihung der International Opera Awards fand am 22. April 2013 im feierlichen Rahmen im Londoner Hilton Hotel statt. Die Struktur der Preisverleihung lehnt sich an die Tradition der Academy Awards an, mit vier bis acht Nominierungen in jeder Kategorie und einem Preisträger, der erst während der Zeremonie bekanntgegeben wird.
Zielsetzung der Preisverleihung ist, hervorragende Leistungen im Bereich der Oper zu fördern und publizistisch herauszustellen. Die Preisverleiher konstatieren, dass es zwar eine Reihe von Musik- und Kulturpreisen gibt, aber bislang keine internationale Auszeichnung speziell für den Bereich des Musiktheaters. Die Preise werden an Künstler verliehen und an Institutionen (Opernhäuser und Festivals). Weiters werden einzelne Produktionen, DVDs und CDs ausgezeichnet. Jeweils ein Sonderpreis gilt dem Lebenswerk einer Persönlichkeit und einem Philanthropen bzw. Sponsor.
Weiters sollen herausragende Talente und Nachwuchskünstler ins Licht der Öffentlichkeit gerückt werden.

## Preisträger 2013
| Kategorie                                   | Preisträger | Weitere Nominierte |
| ------------------------------------------- | --- | --- |
| Sänger                                      | Jonas Kaufmann | - Aleksandr Antonenko - Piotr Beczała - Joseph Calleja - Luca Pisaroni - Bryn Terfel |
| Sängerin                                    | Nina Stemme | - Sarah Connolly - Joyce DiDonato - Evelyn Herlitzius - Catherine Naglestad - Béatrice Uria-Monzon |
| Dirigent                                    | Antonio Pappano | - Richard Farnes - Nicola Luisotti - Ingo Metzmacher - Christian Thielemann |
| Orchester                                   | Metropolitan Opera, New York City | - Mariinski-Theater, St. Petersburg - Royal Opera House Covent Garden, London - Wiener Staatsoper |
| Chor                                        | Cape Town Opera | - Bayreuther Festspiele - Helikon-Oper, Moskau - De Nederlandse Opera, Amsterdam |
| Regie                                       | Dmitri Tschernjakow | - Claus Guth - Stefan Herheim - Richard Jones |
| Bühnenbild                                  | Antony McDonald | - Paul Atkinson - Christof Hetzer - Simon Holdsworth - Dmitri Tschernjakow |
| Kostümbild                                  | Buki Shiff | - Simon Higlett - Christian Lacroix - Olga Polikarpova |
| Lichtdesign                                 | Paule Constable | - Jean Kalman - Duane Schuler - Adam Silverman - Jennifer Tipton |
|                                             | | |
| Opernhaus                                   | Oper Frankfurt | - Opéra National de Lyon - Württembergische Staatsoper, Stuttgart - Stanislawski-Musiktheater, Moskau - Theater an der Wien |
| Festival                                    | Salzburger Festspiele | - Festival d’Aix-en-Provence - Garsington Opera - Santa Fe Opera - Wexford Festival Opera |
| Accessibility                               | Metropolitan Opera, New York City | - Streetwise Opera, London, Manchester, Middlesbrough, Newcastle, Nottingham - Teatro Sociale di Como - Welsh National Opera, Cardiff |
|                                             | | |
| Neuinszenierung                             | Rimski-Korsakow: Die Legende von der unsichtbaren Stadt Kitesch und von der Jungfrau Fewronija - De Nederlandse Opera (Amsterdam), Dirigent: Marc Albrecht - Regie und Bühnenbild: Dmitri Tschernjakow | - Bellini: La sonnambula (Württembergische Staatsoper, Stuttgart; Gabriele Ferro, Jossi Wieler/Sergio Morabito, Anna Viebrock) - Bellini: Norma (Opera North, Leeds; Oliver von Dohnányi, Christopher Alden, Charlie Edwards) - Berg: Lulu (Théâtre Royal de la Monnaie, Brüssel; Paul Daniel, Krzysztof Warlikowski, Malgorzata Szczesniak) - Britten: Peter Grimes (Teatro alla Scala, Mailand; Robin Ticciati, Richard Jones, Stewart Laing) - Strauss: Die Frau ohne Schatten (Teatro alla Scala, Mailand; Semyon Bychkov, Claus Guth, Christian Schmidt) |
| Wiederentdeckung                            | Charpentier: David et Jonathas - Festival d’Aix-en-Provence - Les Arts Florissants, Dirigent: William Christie - Regie: Andreas Homoki, Ausstattung: Paul Zoller, Gideon Davey                         | - Vinci: Artaserse (Opéra national de Lorraine; Concerto Köln, Dirigent: Diego Fasolis, Silviu Purcarete, Helmut Stürmer) - Honegger: Les aventures du Roi Pausole (Grand Théâtre de Genève; Orchestre de la Suisse Romande, Claude Schnitzler, Robert Sandoz, Gian Maurizio Fercioni) - Donizetti: Belisario (Opera Rara, Studio-Tonaufnahme mit dem BBC Symphony Orchestra, Mark Elder) |
| Uraufführung                                | Benjamin: Written on Skin - Festival d’Aix-en-Provence - Mahler Chamber Orchestra, Dirigent: George Benjamin - Regie: Katie Mitchell, Ausstattung: Vicki Mortimer                                      | - Glanert: Solaris (Bregenzer Festspiele; Markus Stenz, Moshe Leiser und Patrice Caurier, Christian Fenouillat) - Puts: Silent Night (Minnesota Opera; Michael Christie, Eric Simonson, Francis O’Connor) - Stockhausen: Mittwoch aus Licht (Birmingham Opera Company; Kathinka Pasveer, Graham Vick, Paul Brown) - Widmann: Babylon (Bayerische Staatsoper, München; Kent Nagano, Carlus Padrissa/La Fura dels Baus, Roland Olbeter) |
|                                             | | |
| DVD                                         | Puccini: Il trittico - Royal Opera House Covent Garden (London), Opus Arte - Dirigent: Antonio Pappano - Regie: Richard Jones, Bühnenbildner: Ultz, Miriam Buether, John Macfarlane                    | - Wagner: Lohengrin (Bayreuther Festspiele; Andris Nelsons, Hans Neuenfels; Opus Arte) - Mozart: Le nozze di Figaro (Opéra National de Paris; Philippe Jordan, Giorgio Strehler; Bel Air Classiques) - Puccini: Tosca (Royal Opera House Covent Garden (London); Antonio Pappano, Jonathan Kent; EMI) - Britten: The Turn of the Screw (Glyndebourne Festival; Jakub Hrůša, Jonathan Kent; FRA Musica) |
| CD (Gesamtaufnahme)                         | Händel: Alessandro - Armonia Atenea, Dirigent: George Petrou - Decca Records | - Vinci: Artaserse (Concerto Köln, Dirigent: Diego Fasolis, Virgin Records) - Bedřich Smetana: The Bartered Bride (BBC Symphony Orchestra, Jiří Bělohlávek, Harmonia Mundi) - Mozart: La finta giardiniera (Freiburger Barockorchester, René Jacobs, Harmonia Mundi) - Puccini: Suor Angelica (WDR Sinfonieorchester Köln, Andris Nelsons, ORFEO International) |
| CD (Recital)                                | Christian Gerhaher - Romantic Arias, Sony Records | - Joyce DiDonato: Drama Queens, Virgin Records - Elīna Garanča: Romantique, Deutsche Grammophon - Mariusz Kwiecień: Slavic Heroes, HM |
|                                             | | |
| Nachwuchskünstler Dirigent oder Regisseur   | Daniele Rustioni | - Leo Hussain - Oliver Mears - Evan Rogister - Robert Sandoz - Ryan Wigglesworth |
| Nachwuchssänger                             | Sophie Bevan | - Andrei Bondarenko - Allan Clayton - Julia Lezhneva - Duncan Rock - Tamara Wilson |
| Philanthrop/Sponsor                         | Sir Peter Moores | - Audi - Investec Wealth and Investment - Rolex |
| Reader’s Award verliehen vom Opera Magazine | Jonas Kaufmann | |
| Lebensleistung                              | Sir George Christie | |